# 体育场街道
体育场街道，是中华人民共和国山東省淄博市张店区下辖的一个街道办事处，1982年9月20日建立，因当时辖区内的淄博市体育场而得名（该体育场2011年被拆除，现为淄博万象汇所在地）。八大局便民市场位于该街道辖区内。

## 行政区划
体育场街道下辖以下地区：
河东社区、商东社区、广场社区、河滨社区、东苑社区、人东社区、金乔社区、杜科社区、兴乔社区、银都花园社区、张店钢铁厂社区和山东大成晴纶社区。

## 八大局
“八大局”这一地名位于体育场街道人民东路、东二路、共青团东路、金晶大道合围区域内，因曾为淄博市财政局、教育局、卫生局、农业局、水利局、林业局、文化局、机械工业局的办公场所而得名，20世纪80年代至90年代形成市场；上述行政机构迁离原址后，“八大局”这一名称留存至今。